# 柏尾廃寺
柏尾廃寺（かしわおはいじ）は、岐阜県養老郡養老町柏尾にある寺院跡。1962年（昭和37年）2月12日に「柏尾廃寺跡」の名称で岐阜県の史跡に指定されている。

## 概要
柏尾廃寺は、かつては養老寺などとともに「多芸七坊」と呼ばれた寺院群の一つで、柏尾山柏尾寺という法相宗の寺院であった。奈良時代の天平宝字年間の開創と伝わり、中世には寺家二十四坊といわれ巨大な伽藍を有する大寺院であったが、永禄5年（1562年）に織田氏による焼き討ちに遭い廃絶した。その後の寺宝の行方は知られていないが、滋賀県彦根市の龍潭寺が所蔵する阿弥陀如来像より、同像が天文23年（1554年）に柏尾寺阿弥陀堂の本尊として造立された旨の墨書が発見されている。
寺院跡は柏尾神明神社の境内にあり、金堂および多宝塔跡とみられる礎石が残っている。また、1897年（明治30年）に、当地の安田笹市が霊夢に従って神明神社の境内を掘り起こしたところ夥しい石仏が出土したといい、現在これらの石仏は柏尾千体仏として塚に祀られている。